# Округ Џеферсон (Мисисипи)
Округ Џеферсон (енгл. Jefferson County) је округ у америчкој савезној држави Мисисипи.

## Демографија
По попису из 2010. године број становника је 7.726, што је 2.014 (-20,7%) становника мање него 2000. године.
| Група             | 2000.         | 2010.         |
| Белци             | 1.263 (13,0%) | 1.056 (13,7%) |
| Афроамериканци    | 8.424 (86,5%) | 6.620 (85,7%) |
| Азијати           | 10 (0,1%)     | 2 (0,0%)      |
| Хиспаноамериканци | 64 (0,7%)     | 28 (0,4%)     |
| Укупно            | 9.740         | 7.726         |